# قشلاق بوزچه علیا
قشلاق بوزچه علیا، روستایی در دهستان اصلاندوز غربی بخش مرکزی شهرستان اصلاندوز در استان اردبیل ایران است.

## جمعیت
بر پایه سرشماری عمومی نفوس و مسکن در سال ۱۳۹۵، جمعیت این روستا برابر با ۴۴۵ نفر (۱۱۴ خانوار) بوده‌است.